# Mirko Petrović-Njegoš
Mirko Petrović-Njegoš (em sérvio: Мирко Петровић-Његош; 19 de agosto de 1820 – 1 de agosto de 1867) foi um nobre, diplomata e poeta montenegrino. Era membro da dinastia de Petrović-Njegoš e pai do rei Nicolau I de Montenegro.

## Biografia
Mirko nasceu em 19 de agosto de 1820, em Njeguši, sendo filho de Stanko Petrović-Njegoš e de sua esposa Krstinja Vrbica. Ele era o irmão mais velho do Príncipe soberano de Montenegro e sobrinho do Príncipe-bispo de Montenegro. Ele é famoso por vencer a Batalha de Grahovac em 1 de maio de 1858, liderando o exército montenegrino contra os otomanos. Logo depois, ele liderou uma campanha contra a tribo Kuči, onde 243 pessoas foram massacradas, a maioria homens, mulheres e crianças idosos. No entanto, os historiadores não concordam com o número de vítimas e alguns apontam que a atrocidade pode ter sido exagerada pelo chefe tribal Marko Miljanov. Posteriormente, os membros sobreviventes dos Kuči se recusaram a obedecer às ordens da dinastia de Petrović-Njegoš.
Em 1862, após a Convenção de Scutari, foi deportado por ter lutado contra os otomanos.
Sua epopeia Junački spomenik (Monumento Heróico), publicado na capital montenegrina de Cetinje em 1864, glorifica Montenegro e os montenegrinos e fala das grandes vitórias sobre o Império Otomano.

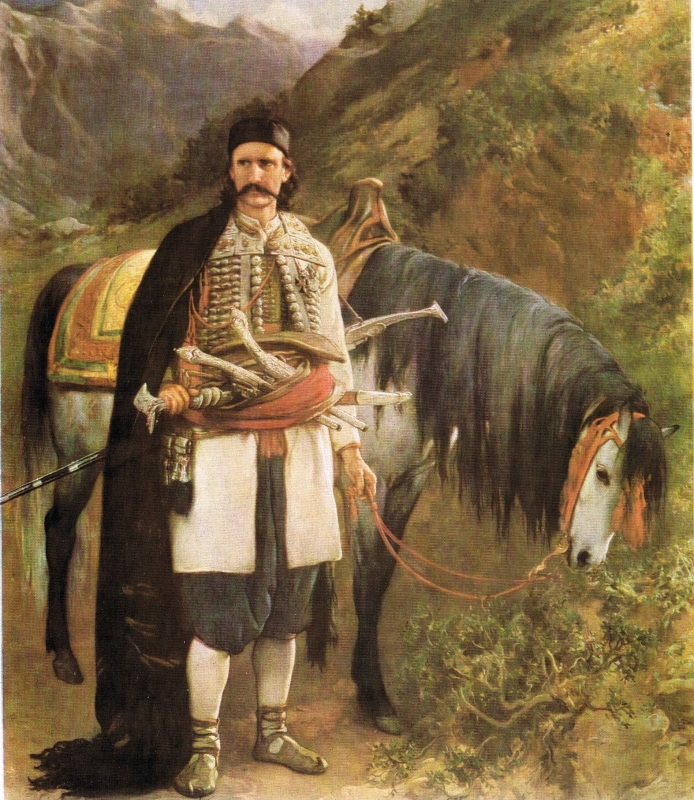
Pintura de Mirko por Jaroslav Čermák, 1865

Ele se casou em Njeguši em 7 de novembro de 1840 com Anastasija Martinović (Bajice , 27 de junho de 1824 – Cetinje, 23 de dezembro de 1894, filha do voivoda Drago Martinović e de sua esposa Anastasija Martinović.
O casal teve três filhos:
- Príncipe Nicolau (futuro rei Nicolau I de Montenegro) (1841-1921). Casou-se com Milena Vukotić. Com descendência;
- Princesa Anastásia (1845-1879), Casou-se com Savo Plamenac. Sem descendência;
- Princesa Maria. Casou-se com o capitão Y. Gopcević.

Em fevereiro de 1857, o voivoda Mirko Petrović-Njegoš sucedeu seu primo Đorđije Petrović-Njegoš como presidente do Senado de Montenegro. Ele serviu durante o reinado de seu irmão, Daniel I , e mais tarde durante o reinado de seu filho, Nicolau I. Ele ocupou o cargo de presidente até sua morte em agosto de 1867.

## Legado
Mirko é uma figura controversa em Montenegro, onde é visto como um símbolo da "identidade montenegrina, orgulho e soberania" por muitos, enquanto outros o responsabilizam pelas mortes de milhares de civis inocentes. Um monumento em sua homenagem foi erguido em 1862 em Podgorica por seu filho, o rei Nicolau I, mas demolido em 1919 após o destronamento da dinastia Petrović-Njegoš. Em 2017, um novo monumento foi erguido na cidade, o que foi recebido com protestos por sérvios étnicos, particularmente aqueles cujas origens remontam aos Kuči.